# ファニー・アニマル

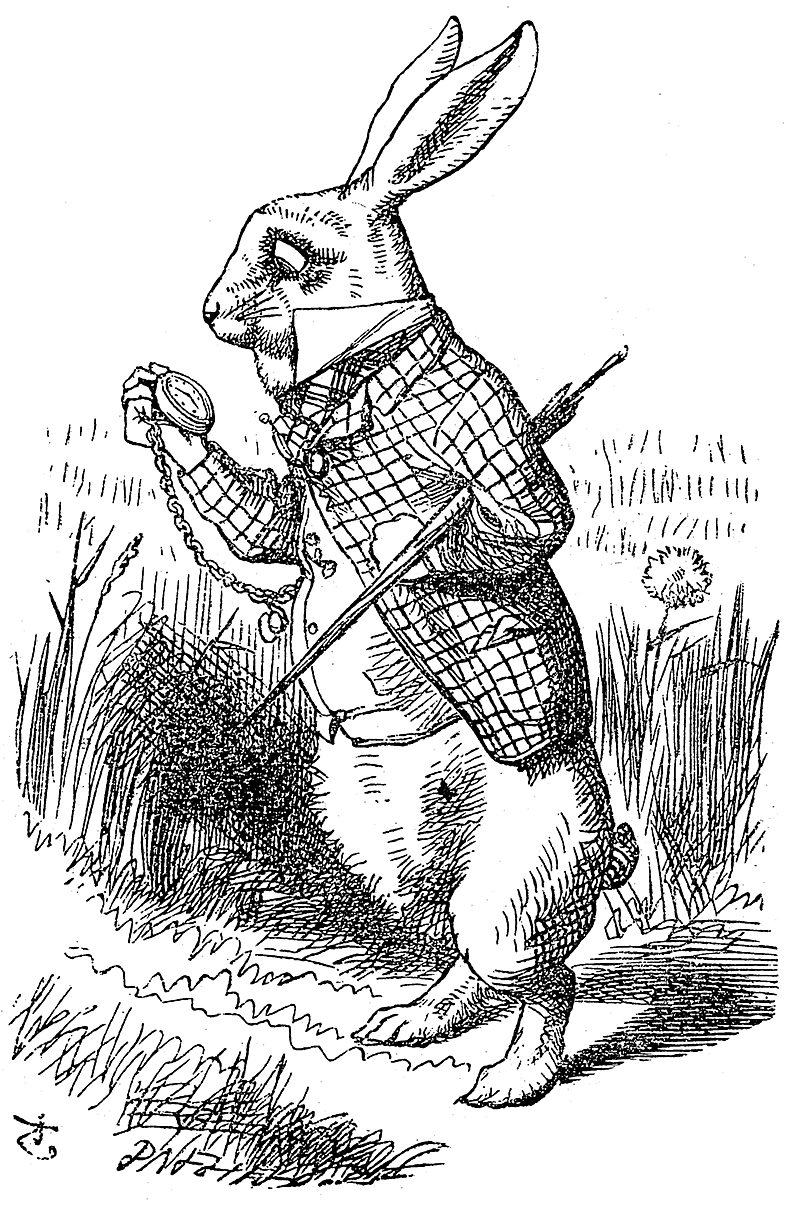
『不思議の国のアリス』の白ウサギは、擬人的特性を有している。

ファニー・アニマルとは、ヒューマノイドまたは人間の言葉を話せる動物、擬人的性格特性をもつキャラクターが主人公のコミックやカートゥーン・アニメを指すカートゥーン用語である。 キャラクター自身もファニー・アニマルと呼ばれ得る。著名な例としてミッキーマウスやバッグス・バニー、トムとジェリーが挙げられる。
多くのファニー・アニマル作品は気楽でユーモラスなストーリーをもつが、滑稽のみがファニー・アニマルの特徴というわけではない。ダークもしくはシリアスなストーリーであってもファニー・アニマルのカテゴリに含め得る。ジャンルの範囲の乱雑さを避けるために、時にはこれらを擬人観とみなすことがある。これらの作品は歴史小説やサイエンス・フィクション、スーパーヒーロー、西部劇、スラップスティック・コメディ、子供向けエンターテインメント、風刺などのジャンルと交わり得る。